# Dorfkirche Traßdorf

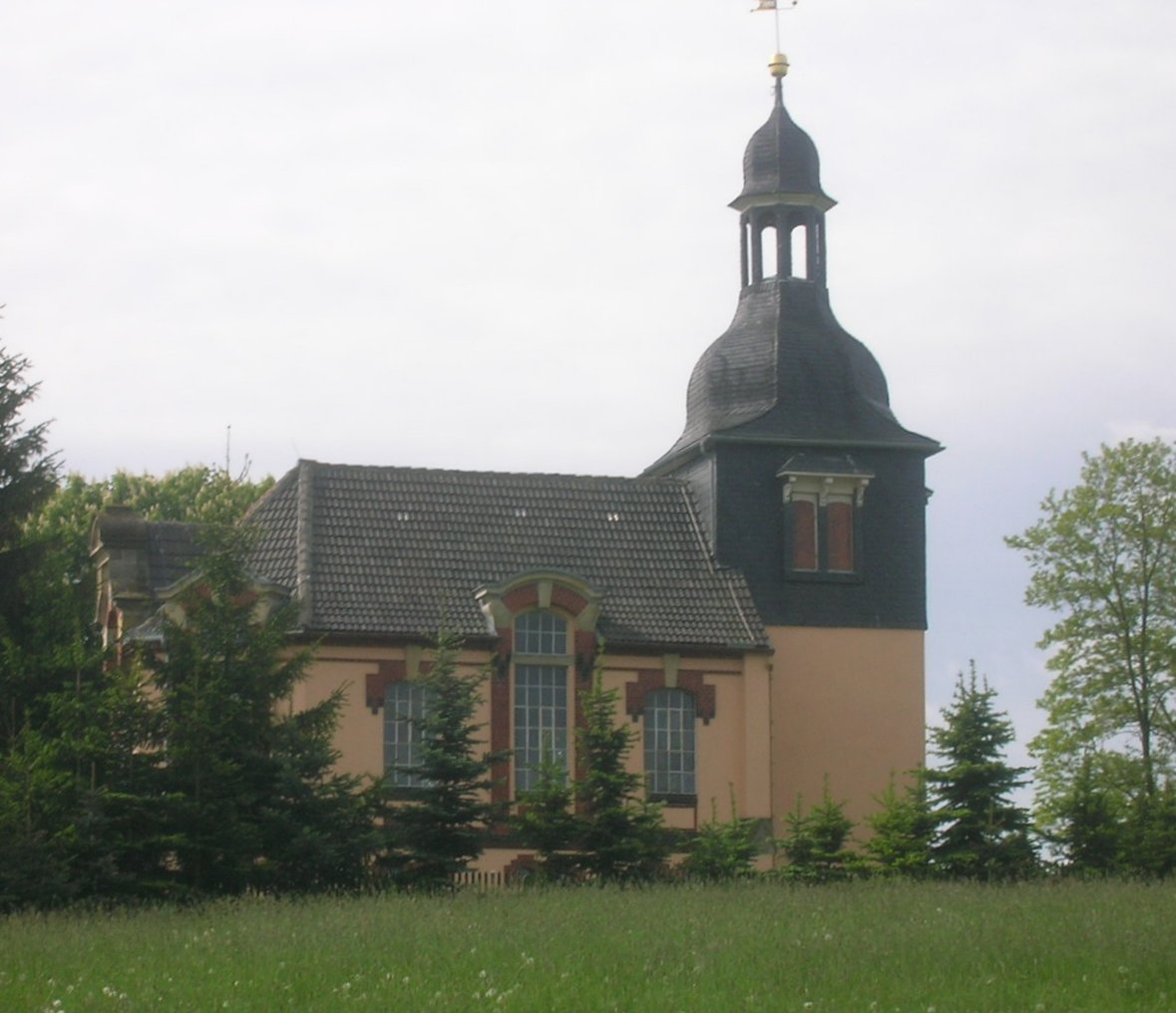
Die Kirche

Die evangelische Dorfkirche Traßdorf steht im Ortsteil Traßdorf der Stadt Stadtilm im Ilm-Kreis in Thüringen. Sie gehört zum Pfarramt Marlishausen im Kirchenkreis Arnstadt-Ilmenau der Evangelischen Kirche in Mitteldeutschland.

## Geschichte
Ein 1593 fertiggestellter erster Kirchenbau wurde nach 100 Jahren wegen Baufälligkeit abgerissen und durch eine neue Kirche ersetzt. Im Jahre 1703 folgt der Kirchturm. Wegen schwerer Schäden infolge eines Sturms musste das Gotteshaus 1895 abgerissen werden. Die heutige 1898 entstandene im neobarocken Stil zählt zu den jüngsten Kirchen im Ilm-Kreis. Zum einhundertjährigen Jubiläum wurde die Kirche wiederum saniert. Die Namen der Geldspender sind inschriftlich verzeichnet.